# Michael Woods (ciclista)
Michael Woods (Ottawa, 12 de octubre de 1986) es un ciclista profesional canadiense que desde 2021 corre para el equipo israelí Israel-Premier Tech.

## Biografía
Woods asistió a la Universidad de Míchigan con una beca de atletismo, en la cual se graduó en 2008. En la Universidad, fue entrenado por Ron Warhurst.
Antes de comenzar una carrera ciclista, Michael Woods fue un atleta de media distancia. Estableció récords nacionales en la milla y 3000 metros y ganó la medalla de oro de 1500 metros en el Campeonato Panamericano de Atletismo Júnior de 2005. Abandonó el atletismo después de una fractura producida por el cansancio de su pie izquierdo y corrió su última carrera en 2007.
Se sometió a una operación dos veces para corregir el problema sin éxito. Primero practicó el ciclismo como entrenamiento cruzado antes de que sus amigos lo persuadieran a participar en carreras. Practica el ciclismo a tiempo completo desde 2013.
En 2014, compitió en la carrera en línea del campeonato mundial en el equipo canadiense, pero no terminó la carrera.
Después de una buena temporada en 2015 con el equipo continental Optum-Kelly Benefit Strategies, con el que terminó tercero en el UCI America Tour, firmó con el equipo WorldTour Cannondale en 2016. Hizo su debut en el WorldTour, en el Tour Down Under. En su debut en este nivel, se distinguió por terminar quinto en la clasificación general y dos veces tercero en las etapas, especialmente cuando la sexta llegó a Willunga Hill, donde él y Sergio Henao eran unos de los dos corredores que lograron seguir a Richie Porte.
En 2017, reveló su talento como puncheur siendo noveno en la Lieja-Bastoña-Lieja y ocupó el séptimo lugar en la Vuelta a España, que ganó Christopher Froome.
En 2018 obtuvo el segundo lugar en la Lieja-Bastoña-Lieja, detrás de Bob Jungels, y luego fue 19.º en el Giro de Italia. En septiembre, ganó en Oiz en la decimoséptima etapa de la Vuelta a España y obtuvo la medalla de bronce del Campeonato del Mundo en ruta, detrás de Romain Bardet y el ganador, el español Alejandro Valverde.

## Palmarés
2015
- Clásica de Loulé
- 1 etapa del Tour de Gila
- 1 etapa del Tour de Utah

2018
- 1 etapa de la Vuelta a España[3]
- 3.º en el Campeonato Mundial en Ruta

2019
- 1 etapa del Herald Sun Tour
- Milán-Turín

2020
- 1 etapa de la Tirreno-Adriático
- 1 etapa de la Vuelta a España

2021
- 1 etapa del Tour de los Alpes Marítimos y de Var
- 1 etapa del Tour de Romandía

2022
- 1 etapa del O Gran Camiño
- Ruta de Occitania, más 1 etapa

2023
- Ruta de Occitania, más 1 etapa
- 1 etapa del Tour de Francia

2024
- Campeonato de Canadá en Ruta
- 1 etapa de la Vuelta a España

## Resultados en Grandes Vueltas y Campeonatos del Mundo
Durante su carrera deportiva ha conseguido los siguientes puestos en las Grandes Vueltas y en los Campeonatos del Mundo:
| Carrera         | Carrera         | 2013 | 2014 | 2015 | 2016 | 2017 | 2018 | 2019 | 2020 | 2021 | 2022 | 2023 | 2024 | 2025 |
| --------------- | --------------- | ---- | ---- | ---- | ---- | ---- | ---- | ---- | ---- | ---- | ---- | ---- | ---- | ---- |
|                 | Giro de Italia  | —    | —    | —    | —    | 38.º | 19.º | —    | —    | —    | —    | —    | Ab.  | —    |
|                 | Tour de Francia | —    | —    | —    | —    | —    | —    | 32.º | —    | Ab.  | Ab.  | 48.º | —    | 52.º |
|                 | Vuelta a España | —    | —    | —    | —    | 7.º  | 34.º | —    | 34.º | —    | Ab.  | —    | Ab.  | —    |
| Mundial en Ruta | Mundial en Ruta | —    | Ab.  | 94.º | —    | —    | 3.º  | Ab.  | 12.º | —    | —    | —    | 54.º | —    |

—: no participa

Ab.: abandono